# شهرستان ایمنی لازو
شهرستان ایمنی لازو (به لاتین: Imeni Lazo District) یک شهرستان در روسیه است که در سرزمین خاباروفسک واقع شده‌است.